# Roko Blažević
Roko Blažević (Split, 2000. március 10. –) horvát énekes, aki Horvátországot képviselte a 2019-es Eurovíziós Dalfesztiválon Tel-Avivban, a The Dream című dalával.

## Élete
2019. február 16-án a Dora 2019 résztvevője volt, amit meg is nyert.

## Diszkográfia
Kislemezek
- 2018: Podsjećaš na ljubav
- 2019: The Dream
- 2019: Krila
- 2020: Božić nam dolazi